# Enrique Núñez Rodríguez
Enrique Núñez Rodríguez (n. Quemado de Güines;  1923) fue un escritor, guionista de radio y televisión, teatrista y humorista cubano.

## Trayectoria
Estudió Derecho en la Universidad de La Habana, profesión que abandonó para dedicarse a escribir.
Sus primeros guiones fueron trasmitidos por la COCO y luego por CMQ, donde alcanzó gran popularidad con la serie de aventuras Leonardo Moncada.
Pero su popularidad en el terreno del humorismo le sobrevino con el programa Casos y cosas de casa, que durante muchos años atrapó la atención de los televidentes cubanos. También es autor de varios programas de verdadero arraigo popular, tales como El pueblo y sus leyes.
Colaboró con Zig-Zag, Bohemia, Carteles, Palante y DDT.

## Algunas de sus obras
- Dios te salve, comisario (teatro).
- Voy abajo (teatro).
- Gracias, doctor (teatro).
- Gente que quise (anécdotas).
- Sube, Felipe, sube (novela, Colección Manjuarí)

- Datos: Q5833644